# José Toribio Merino

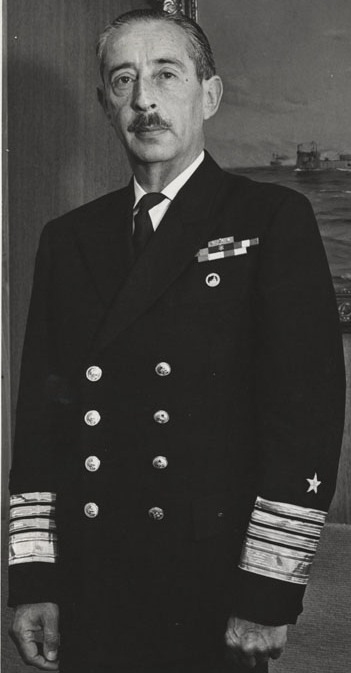
Admiral José Toribio Merino

José Toribio Merino Castro (* 14. Dezember 1915 in La Serena; † 30. August 1996 in Viña del Mar) war ein chilenischer Admiral und Politiker, der am Tag des Militärputsches vom 11. September 1973 Oberbefehlshaber der Marine (Armada de Chile) wurde und diese Funktion bis zum 8. März 1990 bekleidete. Zugleich war er während der Militärdiktatur unter General Augusto Pinochet vom 11. September 1973 bis zum 8. März 1990 Mitglied der Regierungsjunta (Junta de Gobierno de Chile) sowie zuletzt zwischen dem 11. März 1981 und dem 8. März 1990 als Nachfolger Pinochets Präsident dieser Regierungsjunta.

## Leben

### Ausbildung zum Marineoffizier und Aufstieg zum Vizeadmiral
Merino war der Sohn von Vizeadmiral José Toribio Merino Saavedra, der zwischen 1927 und 1928 ebenfalls Oberbefehlshaber der Marine war. Er trat nach dem Schulbesuch 1931 in die Marineschule (Escuela Naval) ein, die er 1936 als Seekadett verließ. Er absolvierte in dem Jahr auch eine seemännische Ausbildung auf dem Tanker Maipo auf einer Fahrt in die USA, ehe er anschließend eine Verwendung auf dem Segelschulschiff General Baquedano fand. Nachdem er 1940 einen Lehrgang für Artillerieoffiziere besucht hatte, diente er auf der Raleigh, einem Leichten Kreuzer der Omaha-Klasse der United States Navy und nahm zwischen 1944 und 1945 an Patrouillenfahrten in der Panamakanalzone sowie vor Guadalcanal teil.
Nach Kriegsende war Merino in verschiedenen Stellungen als Seeoffizier tätig und unternahm 1950 als Korvettenkapitän eine erneute Fahrt in die USA, um dort den von den USA gekauften Leichten Kreuzer O’Higgins zu übernehmen. 1952 wurde er Kommandant der Korvette Papudo und nach einem Generalstabslehrgang an der Seekriegsakademie (Academia de Guerra Naval) 1954 Dozent für Logistik und Geopolitik an der Marineschule, ehe er zwischen 1956 und 1957 Marineattaché an der Botschaft in Großbritannien war.
1959 erfolgte seine Ernennung zum Kommandanten des Schiffes Angamos. Nachdem er zwischen 1960 und 1961 als Professor an der Seekriegsakademie unterrichtete, wurde er 1962 Kommandant des Zerstörers Almirante Williams und als solcher im September 1962 zum Kapitän zur See befördert. Danach war Merino von 1963 bis 1964 Chef des Stabes der Flotte und Kommodore der Operationseinheit 4 sowie anschließend zwischen 1964 und 1969 Vize-Chef des Generalstabes der Marine. Am 1. Januar 1969 erfolgte seine Beförderung zum Konteradmiral sowie seine Ernennung zum Kommandanten und Direktor für Bewaffnung.
Anschließend wurde Merino 1970 nach seiner Beförderung zum Vizeadmiral zum Generaldirektor für die Marinedienste ernannt. Daraufhin übernahm er Ende 1970 die Funktion als Befehlshaber der Flotte und Marinerichter und bekleidete diese bis März 1972. Daraufhin erfolgte seine Ernennung zum Befehlshaber der Ersten Marinezone in Valparaíso.

### Marinekrise und erste Putschtendenzen
Im Juli und August 1973 kam es zu einer Krise in der Marine, nachdem 60 Unteroffiziere und Matrosen verhaftet worden waren. Anschließend wurden mehrere Offiziere wegen subversiver Aktivitäten, Festnahmen und Folterungen aus der Marine entlassen.
Aus Unzufriedenheit mit diesen Entwicklungen baten Ende August 1973 einige Vizeadmirale darum, den Oberbefehlshaber der Marine Admiral Raúl Montero Cornejo zu entlassen. Am 8. September 1973 kam es zu einem Treffen der Admiralität mit Verteidigungsminister Orlando Letelier, um diese Angelegenheit zu besprechen. Merino sagte daraufhin, er wolle die Nachfolge nicht antreten und stattdessen lieber in den Ruhestand treten (‚Yo lo único que deseo es que llegue el momento de mi retiro, e irme. Yo no desearía ser comandante en jefe de la Armada‘). Bei diesem Treffen verteidigten nur drei Admirale die Arbeit ihres bisherigen Oberbefehlshabers: Konteradmiral Daniel Arellano Mac Leod von der Generaldirektion für Dienstleistungen und zu dieser Zeit Finanzminister im Kabinett Allende, Konteradmiral Hugo Poblete von der Direktion für Versorgung, sowie Konteradmiral Hugo Cabezas, der Chef des Generalstabes der Marine und damit Stellvertreter Monteros. Poblete wurde nach dem Putsch verhaftet. Der Aufstand der Admirale gegen ihren Oberbefehlshaber bei dem Treffen im Verteidigungsministerium bildete im Rückblick eine Art Vorstufe des Militärputsches.
Merino gehörte zu den ersten Militärpersonen, die bereit waren, einen Sturz Allendes herbeizuführen. Er stellte dies auch in seinen späteren Memoiren heraus, in denen er auch beschrieb, dass es innerhalb der Marine bereits ein Jahr zuvor erste Tendenzen zur Absetzung des Staatspräsidenten gegeben habe. Damals wurde die Regierung Allende informiert und es wurde erwartet, dass der Personalausschuss der Marine Vizeadmiral Merino und Vizeadmiral Patricio Carvajal Prado den Eintritt in den Ruhestand nahelegen würde, da sie zu dieser Zeit bereits die gesetzlichen Voraussetzungen (40-jährige aktive Dienstzeit) erfüllten. Merino war einer der Admirale mit den engsten Verbindungen zu den US-Streitkräften.

### Beteiligung am Militärputsch vom 11. September 1973
In dieser Funktion war er auch in die Vorbereitung des Militärputsches von General Pinochet gegen Präsident Salvador Allende im September 1973 eingeweiht.
Die Handlungen Merinos und seines Vertrauten Konteradmiral Sergio Huidobro, Befehlshaber der Marineinfanterie, unmittelbar im Vorfeld des Militärputsches werden von Patricia Verdugo wie folgt beschrieben:
„In dieser Nacht von Samstag, dem 8. August 1973, kam es zu einem Schlüsselereignis: eines jener Ereignisse, die den Lauf der Geschichte verändern, indem sich zwei Menschen zu einer Lüge verabreden. Huidobro fasste damals den Entschluss, ein gewagter Schritt. Er ließ aus der Hauptstadt den Kapitän zur See Ariel González kommen, den Chef des Nachrichtendienstes im Generalstab. Sehr spät in der Nacht brauten sie die Lügen zusammen, die den Admiralen bei ihrem sonntäglichen Treffen aufgetischt werden sollten. Ja, würden sie bei diesem Treffen sagen, sie seien am Abend zuvor bei einer Versammlung in Santiago de Chile gewesen, bei der Heer und Luftwaffe vereinbart hätten, dass der Putsch am Dienstag, den 11., um 6 Uhr morgens stattfinden sollte. So einfach war das. Wie zwei Kinder, die eine Geschichte erfinden, um etwas von ihren Eltern zu bekommen. Nur ging es in diesem Fall nicht um Kindereien. Es waren zwei erwachsene Männer, die logen, um eine bewaffnete Aktion mit schwer wiegenden Folgen auszulösen. Und so kam es zu der Versammlung. Die Admirale hörten den Bericht von Huidobro. Einer der Admirale fragte Merino, ob er an den Gesprächen teilgenommen hätte. Merino sah Huidobro an, und der bat ohne zu erröten um die Erlaubnis, den Kapitän zur See Ariel González in den Raum zu rufen. Niemand wagte es, an den Worten des Geheimdienstchefs zu zweifeln. Dann stellte sich die Frage, wer nach Santiago de Chile fahren und die Vereinbarung seitens der Marine abschließen sollte. Die volle Verhandlungsvollmacht wurde Admiral Huidobro erteilt.“
‚Y fue esa noche del sábado 8 de agosto cuando ocurrió un episodio clave, de aquellos que marcan el curso de la historia a partir de dos seres humanos que pactan decir una mentira. Huidobro decidió, entonces, un movimiento audaz. Hizo venir desde la capital, con carácter urgente, al capitán de Navío Ariel González, jefe de Inteligencia del Estado Mayor de la Defensa. Ya muy tarde en la noche urdieron la mentira para la reunión dominical de los almirantes. Sí, les dirían que ambos habían ido esa noche a una reunión en Santiago, en la cual el Ejército y la Fuerza Aérea habían acordado que el golpe sería el martes 11, a las seis de la mañana. Así de simple. Como dos niños que inventan una historia para conseguir algo de sus padres. Sólo que en este caso, no había puerilidad. Eran dos adultos que mentían para gatillar una acción armada de graves consecuencias. Y llegó la reunión. Los almirantes escucharon el informe de Huidobro. Uno de ellos, preguntó a Merino si había participado de las conversaciones. Merino miró a Huidobro y éste, sin siquiera ruborizarse, pidió autorización para hacer ingresar a la sala al capitán de Navío, Ariel González. Nadie osó dudar de la palabra del jefe de Inteligencia. Vino entonces la pregunta. ¿Quién iría a Santiago a ultimar el acuerdo por la parte de la Armada? Se le dieron plenos poderes al almirante Huidobro.‘
Der Chef des Generalstabes der Marine, Vizeadmiral Patricio Carvajal Prado, hatte sich allerdings bereits auf den Weg nach Santiago de Chile begeben, um mit den Chefs der anderen Teilstreitkräfte die Einzelheiten der Beteiligung an dem Putsch zu besprechen.
Am 9. September 1973 überbrachte Sergio Huidobro zusammen mit dem Chef des Marinenachrichtendienstes, Kapitän zur See Ariel González, einen von Merino unterzeichneten Brief an den Oberbefehlshaber des Heeres, General Pinochet, sowie den Oberbefehlshaber der Luftwaffe, Generalleutnant Gustavo Leigh, in dem der Termin des Staatsstreichs auf den 11. September 1973 festgelegt wurde.

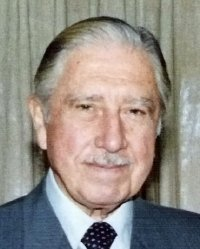
Als Nachfolger von Diktator Augusto Pinochet wurde Admiral Merino 1981 Präsident der regierenden Militärjunta

In dem Brief hieß es:
„9. September 1973. Gustavo und Augusto. Auf mein Ehrenwort ist Tag H der 11. um 6.00 Uhr. Wenn Sie diesen Termin nicht mit allen von Ihnen in Santiago kommandierten Kräften einhalten können, erläutern Sie das bitte auf der Rückseite. Admiral Huidobro ist autorisiert, mit Ihnen zu verhandeln und alle Themen zu besprechen. Es grüßt Sie in Zuversicht und Verständnis, Merino.“ Auf der Rückseite des Schreibens fügte Merino hinzu: „An Gustavo: Es ist die letzte Gelegenheit. J.T. Augusto: Wenn du nicht alle Kräfte von Anfang an in Santiago konzentrierst, werden wir die Zukunft nicht mehr erleben. Pepe.“
‚9 de septiembre de 1973. Gustavo y Augusto. Bajo mi palabra de honor, el día H será el 11 y la hora, las 06.00. Si Uds. no pueden cumplir esta fase con el total de las fuerzas que mandan en Santiago, explíquenlo al reverso. El Almte. Huidobro está autorizado para tratar y discutir cualquier tema con Uds. Los saluda con esperanza y comprensión, Merino. A Gustavo: es la última oportunidad. J.T.. Augusto: Si no pones toda la fuerza de Santiago desde el primer momento, no viviremos para ver el futuro. Pepe.‘
Die von Huidobro zu Merino überbrachte Rückantwort trug die Unterschriften Leighs und Pinochets sowie Pinochets Siegel als Oberbefehlshaber des Heeres. Im Verlauf des Putsches am 11. September 1973 sorgte Huidobro für die persönliche Sicherheit Admiral Merinos und seiner Offiziere durch eine Kompanie Marineinfanteristen, die den Befehlshaber während der kritischen Momente abschirmten und in das Hauptquartier der Putschisten eskortierten.

### Oberbefehlshaber der Marine und Mitglied der Militärjunta
Nach dem Putsch wurde Merino als Nachfolger von Admiral Raúl Montero Cornejo Oberbefehlshaber der Marine (Armada de Chile). Zugleich wurde er Mitglied der regierenden Militärjunta unter dem Vorsitz von General Augusto Pinochet.
Als Mitglied der regierenden Militärjunta war Merino vorbehaltlich der obersten Entscheidungsgewalt Pinochets für den Wirtschaftssektor verantwortlich. Durch die Verfassung von 1980 kam es zu einer Trennung von Exekutive und Legislative. Daraufhin wurde Merino am 11. März 1981 als Nachfolger Pinochets Präsident der Regierungsjunta und bekleidete diese Funktion bis zum 8. März 1990. Gleichzeitig mit seinem Rücktritt, der als wichtiger Stichtag im Prozess der Rückkehr des Landes zur Demokratie betrachtet wird, schied Merino nach mehr als fünfzig Jahren aus dem aktiven Militärdienst. Sein Nachfolger als Oberbefehlshaber der Marine wurde Admiral Jorge Martínez Busch, der zunächst auch das Amt des Präsidenten der Junta de Gobierno de Chile („Regierungsjunta von Chile“) übernahm.

### Folterungen der Marine während der Militärdiktatur
Die Marine ging nach dem Putsch besonders brutal gegen Unterstützer der Volksfront-Regierung Allende und der Unidad Popular (UP) vor, was durch zahlreiche Veröffentlichungen belegt wird. In dem von der Comisión de Verdad y Reconciliación nacional unter Vorsitz von Raúl Rettig verfassten Rettig-Bericht wird zum Beispiel zu den Vorgängen auf der Marinebasis Valparaíso ausgeführt:
„Die Marine nutzte als Haft-, Folter- und Verhöreinrichtungen die Schiffe Lebu, Maipo und das Schulschiff Esmeralda, alle drei im Marinestützpunkt Valparaíso. Ebenso den Marinefliegerstützpunkt El Belloto, die Marineschule sowie insbesondere Teile der Kaserne Cuartel Silva Palma [alle in Valparaíso]. Die Motorschiffe  Lebu und Maipo, die der Südamerikanischen Dampfschifffahrtsgesellschaft (Compañía Sudamericana de Vapores) gehörten, dienten der Marine als Haftanstalten. Die Gesellschaft hat der Rettig-Kommission mitgeteilt, die Maipo sei am 11. September 1973 um 10.00 Uhr in die Verfügungsgewalt der Marine gelangt, als Marineangehörige das Kommando übernahmen und später das Auslaufen des Schiffes nach Pisagua am 15. September 1973 um 23.00 Uhr befahlen. Anschließend wurde die Maipo als Gefängnisschiff durch die am selben Tag beschlagnahmte Lebu ersetzt. Im November 1973 stellte das Internationale Komitee vom Roten Kreuz (IKRK) fest, dass sich an Bord des Motorschiffs Lebu 324 politische Gefangene befanden. Grundsätzlich kann man sagen, dass die Maipo und Lebu nur als Gefängnisschiffe eingesetzt wurden. An Bord der Schiffe waren einige Gefangene in Kabinen untergebracht, die überwiegende Mehrheit jedoch in den Laderäumen unter Deck, wo sie in extremer Enge unter unhygienischen Bedingungen ohne ausreichende Mindestversorgung festgehalten wurden. In Bezug auf die Lebu bestätigte das IKRK diese Zustände nach seinem Besuch am 1. Oktober 1973 und beschrieb sie folgendermaßen: Die Häftlinge sind von der Außenwelt isoliert, die Familien kennen ihren Aufenthaltsort nicht, die Qualität der Verpflegung war ziemlich schlecht und die Menge unzureichend, und allgemein herrschten äußerst schlechte Haftbedingungen. Auf diesem Motorschiff wurden Folterungen und Misshandlungen von Gefangenen praktiziert. In Bezug auf das Schulschiff Esmeralda haben die Nachforschungen der Kommission ergeben, dass sich eine Spezialeinheit der Marine an Bord installierte, um die Gefangenen zu verhören, und zwar sowohl die auf dem Schiff selbst untergebrachten wie auch Gefangene, die zu diesem Zweck aus anderen Gewahrsamsbereichen der Marine auf das Schiff gebracht wurden. Diese Verhöre waren regelmäßig mit Folterungen und Misshandlungen verbunden. Auf der Marinefliegerbasis El Belloto, in den Gebäuden der Marineschule und insbesondere in der Kaserne Cuartel Silva Palma fanden ebenfalls Verhöre unter Folter und Misshandlung statt.“
‚La Armada empleó como lugares de reclusión, interrogatorio y/o tortura los barcos "Lebu", "Maipo" y el Buque Escuela "Esmeralda" estos tres en el puerto de Valparaíso. La Base Aeronaval de "El Belloto", la Academia de Guerra Naval y, especialmente, una de las dependencias del "Cuartel Silva Palma". Las motonaves "Lebu" y "Maipo", de propiedad de la Compañía Sudamericana de Vapores, sirvieron como centros de detención de la Armada. Dicha compañía informó a esta Comisión que el "Maipo" quedó a disposición de la Armada de Chile el 11 de septiembre de 1973 a las 10:00 horas, cuando su personal tomó el mando, disponiendo posteriormente su zarpe hacia Pisagua el 15 de septiembre de 1973 a las 23:00 horas, luego de lo cual fue reemplazado por el "Lebu", requisado en la misma fecha, como barco-prisión. En el mes de noviembre, el Comité Internacional de la Cruz Roja constató la permanencia de 324 prisioneros políticos en la motonave "Lebu". En términos generales, tanto el "Maipo" como el "Lebu" sólo fueron empleados como centros de detención. En estos barcos, algunos prisioneros estuvieron en camarotes, aunque la gran mayoría permaneció en sus bodegas, en condiciones de gran hacinamiento y total falta de higiene y servicios mínimos. Respecto del "Lebu", la Cruz Roja Internacional, después de su visita del 1° de octubre de 1973, confirmó estos hechos, señalando: el aislamiento del exterior en que se encontraban los detenidos, por ignorar su familia su permanencia allí; la regular calidad e insuficiencia de la comida; y, en general, las pésimas condiciones de detención. En dicha motonave se practicaron torturas y malos tratos a los prisioneros. En el caso del Buque Escuela "Esmeralda" (20), las investigaciones practicadas por esta Comisión permitieron comprobar que una unidad especializada de la Armada, se instaló en su interior con el objeto de interrogar a los detenidos, que se encontraban en la misma nave y a los que eran traídos desde otros recintos de reclusión de la Armada. Esos interrogatorios, por regla general, incluían torturas y malos tratos. En la Base Aeronaval "El Belloto", en la Academia de Guerra y sus dependencias y especialmente en el "Cuartel Silva Palma", también se practicaron interrogatorios con malos tratos y torturas.‘
Haft- und Foltereinrichtungen der Marine befanden sich darüber hinaus auch in der Einrichtung Isla Quinquina in Concepción, auf der Isla Dawson südlich von Punta Arenas. Auch die Marinestützpunkte von Talcahuano sowie Fuerte Borgoño dienten laut der 2001 eingesetzten Valech-Kommission als Zentren für Inhaftierungen und Folter.

### Privates
Merino, der 1996 an den Folgen einer Krebserkrankung verstarb, war verheiratet und Vater dreier Kinder. Nach ihm ist der Canal Almirante Merino (besser bekannt als Plata-Passage) in der Antarktis benannt.

## Veröffentlichung
- Bitácora de un almirante. Memorias. Erinnerungen, Santiago de Chile 1999, ISBN 956-13-1553-X (eingeschränkte Vorschau in der Google-Buchsuche)